# جانغ بو غو
جانغ بو غو أو غُنغ بوك (بالهانغل: 장보고 أو 궁복، وبالهانجا: 張保皐 أو 弓福. ولد في 787 ومات في 846) هو أحد أعلام فترة شلا الموحدة في التاريخ الكوري والذي استطاع بسط سيطرته العسكرية والتجارية على البحر الغربي (البحر الأصفر) والشواطئ الكورية بين جنوب غرب كوريا وشبه جزيرة شاندونغ الصينية.
تركزت سفن جانغ في جزيرة وان على الشاطئ الجنوبي الغربي لكوريا ولشهرتها وقوتها منح جانغ اللقب الحكومي «مفوض الشؤون البحرية في حامية تشونغهايجن». اغتيل جانغ في سنة 846.

## حياته

### نشأته
ولد جانغ في أراضي مملكة شلا في سنة 787 ولكن أصوله لم تكن نبيلة. أشار كتاب تاريخ الممالك الثلاث (سامغك ساغي) إلى جانغ بأنه كان خبيراً بالفنون العسكرية مع رفيقه جونغ يون (بالهانغل: 정년، وبالهانجا: 鄭年) والذي كان باستطاعته أن يسبح مسافة خمسة لي (2.5 كيلومتر) تحت الماء بدون أن يتنفس.
يذكر الكتاب أيضاً أن جانغ ورفيقه سافرا إلى سلالة تانغ في الصين، وهناك حصلا على مناصب عسكرية بسبب مهارتهم في الخيالة وحمل الرماح، وأعطيا اللقب «جنرال منطقة وونينغ» (武寧軍小將. تعرف باسم مقاطعة جيانغسو حالياً) واستطاع أن يرتبط مع المجتمع الكوري في الصين وهو ما ساعده لاحقاً على أن يسيطر على التجارة بعد عودته إلى شلا.

### إنشاء حامية تشونغهايجن
كان للكوريين في عهد شلا تواجد كبير في أراضي سلالة تانغ وبالتحديد في شبه جزيرة شاندونغ وفي جيانغسو، وذلك بحلول القرن التاسع الميلادي. هؤلاء الكوريون أسسوا مجتمعات محلية قادها مسؤولون من شلا، وكان أغنياؤهم يقومون بإنشاء معابد بوذية كورية في المنطقة، ولكنهم كانوا متأثرين بعدم الاستقرار في الفترة الأخيرة من سلالة تانغ، وخصوصاً تأثرهم بهجمات القراصنة وقطاع الطرق. كان الكوريون هدفاً للهجمات لبيعهم في سوق الرقيق وهذا ما أثار غضب جانغ، ولكن في سنة 823 أصدر موتزونغ إمبراطور تانغ مرسوماً لإلغاء تجارة الرقيق وأمر بإعادة جميع الكوريين إلى شلا.
في سنة 825 قام جانغ بعد عودته بإنشاء معبد «بوبهواوون» للصلاة من أجل البحارة الكوريين والتجارة الناجحة، وكان هذا المعبد من الكبر بما يكفي ليضم 500 عائلة بداخله كما أن الأراضي التابعة لها كانت كافية لإنتاج 2500 بوشل من الحبوب. طلب جانغ من الملك هنغدوك (حكم من سنة 826 إلى سنة 836) في سنة 828 إنشاء حامية عسكرية دائمة عرفت باسم «حامية تشونغهايجن» في جزيرة وان وهو ما وافق عليه الملك، كما أعطاه الملك قوة من 10 آلاف جندي بهدف حفظ طرق التجارة ومنع عمليات القرصنة، واستطاع جانغ بهذه الطريقة أن يسيطر على التجارة بين اليابان وكوريا والصين نتيجة لذلك.

### تدخله في السياسة واغتياله
اشترك جانغ مع الأمير كم وي جونغ في تمرد ضد الملك مناي وقتل الملك في سنة 839 وأصبح الأمير كم ملكاً باسم الملك شنمو. أراد جانغ أن يزوج ابنته لولي العهد الأمير كم غيونغ أونغ (عرف لاحقاً باسم الملك منسونغ) ولكن المستشارين الملكيين رفضوا هذا الأمر بازدراء نظراً لأصول جانغ. حاول جانغ أن يتمرد ولكن الأسرة الملكية وأعداءه استطاعوا اغتياله حيث تم ذلك على يد الجنرال يوم جانغ ثم إغلاق الحامية على جزيرة وان.